# Prince Buaben
Prince Christian Buaben Abankwa (Akosombo, 23 april 1988) is een Ghanees voetballer (middenvelder) die sinds 2014 voor de Schotse tweedeklasser Heart of Midlothian FC uitkomt. Voordien speelde hij voor Dundee United FC, Watford FC, Carlisle United FC en Partick Thistle FC
Buaben debuteerde op 26 juli 2014 voor Hearts FC in de thuiswedstrijd tegen Annan Athletic FC, voor de Scottish League Challenge Cup. De wedstrijd werd met 3-1 gewonnen.